# Giải vô địch bóng đá thế giới các câu lạc bộ 2023
Giải vô địch bóng đá thế giới các câu lạc bộ 2023 là giải đấu thứ 20 của FIFA Club World Cup, một giải đấu quốc tế câu lạc bộ bóng đá do FIFA tổ chức với sự tham dự các nhà vô địch đến từ 6 châu lục, cũng như nhà vô địch đến từ nước chủ nhà. Giải đấu được tổ chức tại Ả Rập Xê Út từ ngày 12 đến ngày 22 tháng 12 năm 2023. Đây sẽ là Giải vô địch thế giới các câu lạc bộ cuối cùng có 7 đội tham dự trước khi giải đấu được mở rộng lên thành 32 đội bắt đầu từ năm 2025.
Real Madrid hiện đang là nhà đương kim vô địch, nhưng họ đã không thể bảo vệ thành công danh hiệu của mình sau khi bị loại ở bán kết UEFA Champions League 2022–23 bởi nhà vô địch Manchester City. Câu lạc bộ Anh cũng đã giành chức vô địch sau khi đánh bại đội bóng đến từ Brazil Fluminense 4–0 trong trận chung kết, đánh dấu lần đầu tiên lên ngôi trong lịch sử.

## Chủ nhà
Mặc dù Giải vô địch thế giới các câu lạc bộ mở rộng, bốn năm một lần được lên kế hoạch cho 2025, FIFA đã xác nhận vào ngày 13 tháng 2 năm 2023 rằng giải đấu năm 2023 sẽ được tổ chức theo thể thức bảy đội trước đây. Đầu tháng đó, UOL Esporte báo cáo rằng Ả Rập Xê Út quan tâm đến việc tổ chức các giải đấu Giải vô địch bóng đá thế giới các câu lạc bộ năm 2023 và 2024. Ngày 14 tháng 2, Hội đồng FIFA đã xác nhận Ả Rập Xê Út là chủ nhà của giải đấu năm 2023.

## Các đội tham dự
| Đội                    | Liên đoàn        | Tư cách tham dự                            | Ngày giành quyền tham dự | Lần tham dự thứ (các lần trước)                                 |
| Tiến vào bán kết       | Tiến vào bán kết | Tiến vào bán kết                           | Tiến vào bán kết         | Tiến vào bán kết                                                |
| ---------------------- | ---------------- | ------------------------------------------ | ------------------------ | --------------------------------------------------------------- |
| Fluminense             | CONMEBOL         | Nhà vô địch Copa Libertadores 2023         | 4 tháng 11 năm 2023      | 1 (Lần đầu)                                                     |
| Manchester City        | UEFA             | Nhà vô địch UEFA Champions League 2022–23  | 10 tháng 6 năm 2023      | 1 (Lần đầu)                                                     |
| Tiến vào vòng thứ hai  |                  |                                            |                          |                                                                 |
| Urawa Red Diamonds     | AFC              | Nhà vô địch AFC Champions League 2022      | 26 tháng 2 năm 2023      | 3 (2007, 2017)                                                  |
| Al Ahly                | CAF              | Nhà vô địch CAF Champions League 2022–23   | 11 tháng 6 năm 2023      | 9 (2005, 2006, 2008, 2012, 2013, 2020, 2021, 2022)              |
| León                   | CONCACAF         | Nhà vô địch CONCACAF Champions League 2023 | 4 tháng 6 năm 2023       | 1 (Lần đầu)                                                     |
| Tiến vào vòng đầu tiên |                  |                                            |                          |                                                                 |
| Auckland City          | OFC              | Nhà vô địch OFC Champions League 2023      | 27 tháng 5 năm 2023      | 11 (2006, 2009, 2011, 2012, 2013, 2014, 2015, 2016, 2017, 2022) |
| Al-Ittihad             | AFC (chủ nhà)    | Nhà vô địch Saudi Pro League 2022–23       | 27 tháng 5 năm 2023      | 2 (2005)                                                        |

Ghi chú
1. ↑  Urawa Red Diamonds vượt qua vòng loại vào ngày 26 tháng 2 năm 2023 khi câu lạc bộ Ả Rập Xê Út Al-Hilal được xác nhận là đối thủ của họ trong trận chung kết. Nếu một đội của nước chủ nhà vô địch AFC Champions League, thì đội á quân của AFC Champions League sẽ được mời thay cho đội vô địch giải đấu chủ nhà. Urawa Red Diamonds đã vô địch AFC Champions League vào ngày 6 tháng 5 năm 2023, xác nhận quyền vào vòng hai.

## Địa điểm
Jeddah đã được xác nhận là thành phố đăng cai vào ngày 26 tháng 6 năm 2023. Giải đấu sẽ được tổ chức tại hai địa điểm trong một thành phố.
| Jeddah | Jeddah |                                                  |                                                   |
| Jeddah | Jeddah | Jeddah                                           | Jeddah                                            |
| ------ | ------ | ------------------------------------------------ | ------------------------------------------------- |
| Jeddah | Jeddah | Sân vận động Thành phố Thể thao Nhà vua Abdullah | Sân vận động Thành phố Thể thao Hoàng tử Abdullah |
| Jeddah | Jeddah | Sức chứa: 62,345                                 | Sức chứa: 27,000                                  |
| Jeddah | Jeddah |                                                  |                                                   |

## Vòng đấu loại trực tiếp
Nếu trận đấu hòa sau thời gian thi đấu chính thức:
- Đối với các trận đấu loại trực tiếp, hiệp phụ vẫn sẽ diễn ra. Nếu vẫn hòa sau hiệp phụ, loạt sút luân lưu được tiến hành nhằm phân định thắng thua.
- Đối với các trận tranh hạng ba, sẽ không thi đấu hiệp phụ và tiến hành đá luân lưu để phân định thắng thua.

|  |                               |                               |                               |                               |                               |                               |                 |   |                               |                               |                               |                               |                               |                               |
|  | Vòng đầu tiên                 | Vòng đầu tiên                 |                               |                               | Vòng thứ hai                  | Vòng thứ hai                  |                 |   | Bán kết                       | Bán kết                       |                               |                               | Chung kết                     | Chung kết                     |
|  | Vòng đầu tiên                 | Vòng đầu tiên                 |                               |                               | Vòng thứ hai                  | Vòng thứ hai                  |                 |   | Bán kết                       | Bán kết                       |                               |                               | Chung kết                     | Chung kết                     |
|  |                               |                               |                               |                               |                               |                               |                 |   | 18 tháng 12 năm 2023 – Jeddah |                               |                               |                               |                               |                               |
|  |                               |                               |                               |                               |                               |                               |                 |   |                               |                               |                               |                               |                               |                               |
|  |                               |                               | 15 tháng 12 năm 2023 – Jeddah | 15 tháng 12 năm 2023 – Jeddah |                               |                               | Fluminense      | 2 |                               |                               |                               |                               |                               |                               |
|  |                               |                               | 15 tháng 12 năm 2023 – Jeddah | 15 tháng 12 năm 2023 – Jeddah |                               |                               | Fluminense      | 2 |                               |                               |                               |                               |                               |                               |
|  | 12 tháng 12 năm 2023 – Jeddah | 12 tháng 12 năm 2023 – Jeddah |                               |                               | Al Ahly                       | 3                             |                 |   | Al Ahly                       | 0                             |                               |                               | 22 tháng 12 năm 2023 – Jeddah | 22 tháng 12 năm 2023 – Jeddah |
|  | 12 tháng 12 năm 2023 – Jeddah | 12 tháng 12 năm 2023 – Jeddah |                               |                               | Al Ahly                       | 3                             |                 |   | Al Ahly                       | 0                             |                               |                               | 22 tháng 12 năm 2023 – Jeddah | 22 tháng 12 năm 2023 – Jeddah |
|  | Al-Ittihad                    | 3                             |                               |                               | Al-Ittihad                    | 1                             |                 |   |                               |                               |                               |                               | Manchester City               | 4                             |
|  | Al-Ittihad                    | 3                             |                               |                               | Al-Ittihad                    | 1                             |                 |   |                               |                               |                               |                               | Manchester City               | 4                             |
|  | Auckland City                 | 0                             |                               |                               |                               |                               |                 |   | 19 tháng 12 năm 2023 – Jeddah | 19 tháng 12 năm 2023 – Jeddah |                               |                               | Fluminense                    | 0                             |
|  | Auckland City                 | 0                             |                               |                               |                               |                               |                 |   | 19 tháng 12 năm 2023 – Jeddah | 19 tháng 12 năm 2023 – Jeddah |                               |                               | Fluminense                    | 0                             |
|  |                               |                               |                               |                               | 15 tháng 12 năm 2023 – Jeddah | 15 tháng 12 năm 2023 – Jeddah |                 |   | Urawa Red Diamonds            | 0                             |                               |                               |                               |                               |
|  |                               |                               |                               |                               | 15 tháng 12 năm 2023 – Jeddah | 15 tháng 12 năm 2023 – Jeddah |                 |   | Urawa Red Diamonds            | 0                             |                               |                               |                               |                               |
|  |                               |                               | León                          | 0                             |                               |                               | Manchester City | 3 |                               |                               | Tranh hạng ba                 | Tranh hạng ba                 |                               |                               |
|  |                               |                               | León                          | 0                             |                               |                               | Manchester City | 3 |                               |                               | Tranh hạng ba                 | Tranh hạng ba                 |                               |                               |
|  |                               |                               | Urawa Red Diamonds            | 1                             |                               |                               |                 |   |                               |                               | 22 tháng 12 năm 2023 – Jeddah | 22 tháng 12 năm 2023 – Jeddah |                               |                               |
|  |                               |                               | Urawa Red Diamonds            | 1                             |                               |                               |                 |   |                               |                               | 22 tháng 12 năm 2023 – Jeddah | 22 tháng 12 năm 2023 – Jeddah |                               |                               |
|  |                               |                               |                               |                               |                               |                               |                 |   |                               |                               | Al Ahly                       | 4                             |                               |                               |
|  |                               |                               |                               |                               |                               |                               |                 |   |                               |                               | Al Ahly                       | 4                             |                               |                               |
|  |                               |                               |                               |                               |                               |                               |                 |   | Urawa Red Diamonds            | 2                             |                               |                               |                               |                               |
|  |                               |                               |                               |                               |                               |                               |                 |   | Urawa Red Diamonds            | 2                             |                               |                               |                               |                               |
|  |                               |                               |                               |                               |                               |                               |                 |   |                               |                               |                               |                               |                               |                               |

Tất cả được diễn ra theo giờ địa phương, AST (UTC+3).

### Vòng đầu tiên
| Al-Ittihad                                | 3–0      | Auckland City |
| ----------------------------------------- | -------- | ------------- |
| - Romarinho 29' - Kanté 34' - Benzema 40' | Chi tiết |               |

### Vòng thứ hai
| Al Ahly                                            | 3–1      | Al-Ittihad      |
| -------------------------------------------------- | -------- | --------------- |
| - Maâloul 21' (ph.đ.) - EI Shahat 59' - Ashour 62' | Chi tiết | - Benzema 90+2' |

| León | 0–1      | Urawa Red Diamonds |
| ---- | -------- | ------------------ |
|      | Chi tiết | - Schalk 78'       |

### Bán kết
| Fluminense                        | 2–0      | Al Ahly |
| --------------------------------- | -------- | ------- |
| - Arias 71' (ph.đ.) - Kennedy 90' | Chi tiết |         |

| Urawa Red Diamonds | 0–3      | Manchester City                                    |
| ------------------ | -------- | -------------------------------------------------- |
|                    | Chi tiết | - Høibråten 45+1' (l.n.) - Kovačić 52' - Silva 59' |

### Tranh hạng ba
| Urawa Red Diamonds               | 2–4      | Al Ahly                                                      |
| -------------------------------- | -------- | ------------------------------------------------------------ |
| - Kanté 43' - Scholz 54' (ph.đ.) | Chi tiết | - Ibrahim 19' - Tau 25' - Koizumi 60' (l.n.) - Maâloul 90+8' |

### Chung kết
| Manchester City                                 | 4–0      | Fluminense |
| ----------------------------------------------- | -------- | ---------- |
| - Álvarez 1', 88' - Nino 27' (l.n.) - Foden 72' | Chi tiết |            |

## Cầu thủ ghi bàn
| Xếp hạng | Cầu thủ           | Câu lạc bộ         | Số bàn thắng |
| -------- | ----------------- | ------------------ | ------------ |
| 1        | Julián Álvarez    | Manchester City    | 2            |
| 1        | Karim Benzema     | Al-Ittihad         | 2            |
| 1        | Ali Maâloul       | Al Ahly            | 2            |
| 4        | Jhon Arias        | Fluminense         | 1            |
| 4        | Emam Ashour       | Al Ahly            | 1            |
| 4        | Bernardo Silva    | Manchester City    | 1            |
| 4        | Hussein El Shahat | Al Ahly            | 1            |
| 4        | Phil Foden        | Manchester City    | 1            |
| 4        | Yasser Ibrahim    | Al Ahly            | 1            |
| 4        | José Kanté        | Urawa Red Diamonds | 1            |
| 4        | N'Golo Kanté      | Al-Ittihad         | 1            |
| 4        | John Kennedy      | Fluminense         | 1            |
| 4        | Mateo Kovačić     | Manchester City    | 1            |
| 4        | Romarinho         | Al-Ittihad         | 1            |
| 4        | Alex Schalk       | Urawa Red Diamonds | 1            |
| 4        | Alexander Scholz  | Urawa Red Diamonds | 1            |
| 4        | Percy Tau         | Al Ahly            | 1            |

1 bàn phản lưới nhà
- Marius Høibråten (Urawa Red Diamonds, trong trận gặp Manchester City)
- Koizumi Yoshio (Urawa Red Diamonds, trong trận gặp Al Ahly)
- Nino (Fluminense, trong trận gặp Manchester City)

## Giải thưởng
Các giải thưởng sau đây đã được trao khi giải đấu kết thúc. Rodri của Manchester City là cầu thủ đã giành được giải thưởng Quả bóng vàng.
| Quả bóng vàng           | Quả bóng bạc                  | Quả bóng đồng           |
| ----------------------- | ----------------------------- | ----------------------- |
| Rodri (Manchester City) | Kyle Walker (Manchester City) | Jhon Arias (Fluminense) |
| Giải phong cách         |                               |                         |
| Al-Ittihad              |                               |                         |

FIFA cũng trao giải cầu thủ xuất sắc nhất trận cho cá nhân cầu thủ xuất sắc nhất trong mỗi trận đấu tại giải đấu.
| Trận đấu | Cầu thủ xuất sắc nhất trận đấu | Câu lạc bộ         | Đối thủ            | Ref.   |
| -------- | ------------------------------ | ------------------ | ------------------ | ------ |
| 1        | N'Golo Kanté                   | Al-Ittihad         | Auckland City      | [ 12 ] |
| 2        | Marwan Attia                   | Al Ahly            | Al-Ittihad         | [ 13 ] |
| 3        | Yoshio Koizumi                 | Urawa Red Diamonds | León               | [ 14 ] |
| 4        | André                          | Fluminense         | Al Ahly            | [ 15 ] |
| 5        | Rodri                          | Manchester City    | Urawa Red Diamonds | [ 16 ] |
| 6        | Emam Ashour                    | Al Ahly            | Urawa Red Diamonds | [ 17 ] |
| 7        | Julián Álvarez                 | Manchester City    | Fluminense         | [ 18 ] |